# Den sista resan
Den sista resan är en svensk dokumentärfilm från 2024. Den är regisserad av Filip Hammar och Fredrik Wikingsson. Filmen hade biopremiär i Sverige den 1 mars 2024, utgiven av Nordisk Film.
Den sista resan är Sveriges mest sedda dokumentär på bio. Rekordet innehades tidigare av Ett anständigt liv (1979) av Stefan Jarl. Filmen utsågs till Sveriges bidrag till Oscar för bästa internationella långfilm inför Oscarsgalan 2025, men blev inte nominerad. Inför Guldbaggegalan 2025 nominerades Den sista resan i fem kategorier varav den vann Bästa dokumentärfilm och Guldbaggens publikpris.

## Handling
Filmen handlar om Filip Hammar och hans pappa Lars som lider av djup depression. För att pigga upp pappan och försöka få honom att återfå livsgnistan tar Filip och parhästen Fredrik Wikingsson med honom på resa till Frankrike, något som familjen gjorde under barnens barndom.

## Produktion
Den 7 mars 2024 uppmärksammades det att en person som medverkar i filmen hade dömts för sexualbrott mot barn. Som en konsekvens redigerades filmen om och den aktuella personen klipptes bort.

## Rollista (i urval)
- Fredrik Wikingsson
- Filip Hammar
- Lars Hammar
- Tiina Hammar